# Barraute-Camu
Barraute-Camu é uma comuna francesa na região administrativa da Nova Aquitânia, no departamento dos Pirenéus Atlânticos. Estende-se por uma área de 3,9 km². Em 2010 a comuna tinha 174 habitantes (densidade: 44,6 hab./km²).